# Karl Eugen von Mercklin
Karl Eugen (Eugeniewitsch) von Mercklin (translitera del cirílico ruso: Карл Евгеньевич (фон) Мерклин) (7 de abril de 1821, Riga - 26 de noviembre de 1904, en San Petersburgo) fue un botánico ruso de origen alemán, miembro de la Academia Imperial de Ciencias.
Estudió ciencias naturales en la Universidad de Tartu, donde el profesor de la botánica era Bunge. Mientras que los estudios científicos viaja a Viena, París y Jena. Desde 1847 vivió en San Petersburgo. En los años 1847-1865 fue profesor como asistente profesor de anatomía y fisiología de las plantas del bosque botánica en el Instituto de San Petersburgo de Silvicultura y 1864-1877 como profesor de botánica en la Academia Militar de Ciencias Médico-Quirúrgica S. M. Kirov en San Petersburgo.
Sus obras hicieron conocer la taxonomía y anatomía de los fósiles contenidos en los sedimentos del Paleozoico, Mesozoico y Terciario en especial la parte europea de Rusia, y en parte de Siberia.

## Algunas publicaciones
- 1856. Palaeodendrologikon Rossicum: vergleichende anatomisch-mikroskopische Untersuchungen fossiler Hölzer aus Russland ein Beitrag zur vorweltlichen Flora. Ed. Buchdruckerei der Kaiserlichen Akademie der Wissenschaften, 99 pp.

- 1850. Beobachtungen an dem prothallium des farrnkräuter. Ed. Gedruckt von G. Fischer, 20 pp.
- La abreviatura «Merckl.» se emplea para indicar a Karl Eugen von Mercklin como autoridad en la descripción y clasificación científica de los vegetales.[1]